# Logografowie jońscy
Logografowie jońscy (stgr. λογογράφοι lp. λογογράφος, od λόγος „opowieść” i γράφω „piszę”) – najstarsi kronikarze greccy z VI i V wieku p.n.e., poprzednicy uznanego za „ojca historii”, Herodota z Halikarnasu. Herodot nazywał ich logopoiami (λογοποιοί, lp. λογοποιὸς od ποιέω „tworzę”). Zwracali się oni ku badaniom przyrodniczym, geograficznym i historycznym, opisując dzieje minione, chociaż nie byli historykami w dzisiejszym rozumieniu.
Kadmos z Miletu, Akusilaos z Argos, Ferekydes z Leros, Hekatajos z Miletu i wielu innych, których dzieła zaginęły, opierali się niemal wyłącznie na własnych spostrzeżeniach i ustnych przekazach mieszkańców zwiedzanych krain. W swych pracach częstokroć nawiązywali do eposu (jak np. zaginiony historyczny epos Chojrilosa o wojnach perskich pt. Perseis), opowiadali o zakładaniu miast, podawali genealogie panujących rodów arystokratycznych, opisywali obyczaje poznawanych ludów i niezwykłe zjawiska przyrodnicze spotykane w odległych krajach, lecz nie dociekali istoty zjawisk, nie badali prawdziwości przekazywanych im opowieści i nie przekazywali dziejów poznawanych krain.
Logografowie tym różnili się od historyków, że nie odróżniali faktów od fikcji. Nie badali źródeł uzyskiwanych informacji, lecz powielali je bez poddania analizie uzyskiwanych informacji. Pierwszym, który tego dokonał, porównując i urealniając informację był Herodot, uznany powszechnie za „ojca historii” i w tym sensie wykraczający poza wąskie ramy „logografii jońskiej”.